# Test du rapport de vraisemblance
Ne doit pas être confondu avec Rapport de vraisemblance.
En statistiques, le test du rapport de vraisemblance est un test statistique qui permet de tester un modèle paramétrique contraint contre un non contraint.

## Formalisation
Si on appelle {\displaystyle \theta } le vecteur des paramètres estimés par la méthode du maximum de vraisemblance, on considère un test du type : 
{\displaystyle H_{0}:\theta \in \Theta _{0}}
contre 
{\displaystyle H_{a}:\theta \notin \Theta _{0}}
On définit alors {\displaystyle {\hat {\theta }}} l'estimateur du maximum de vraisemblance et {\displaystyle {\widehat {\theta _{0}}}} l'estimateur du maximum de vraisemblance sous {\displaystyle H_{0}}. On définit enfin la statistique du test :
{\displaystyle \lambda =-2\log \left({\frac {{\mathcal {L}}({\hat {\theta _{0}}})}{{\mathcal {L}}({\widehat {\theta }})}}\right)}
On sait que sous l'hypothèse nulle, la statistique du test du rapport de vraisemblance suit une loi du {\displaystyle \chi ^{2}} avec un nombre de degrés de liberté égal au nombre de contraintes imposées par l'hypothèse nulle (p) :
{\displaystyle \lambda (x_{1},\ldots ,x_{n})\sim \chi ^{2}(p)}
Par conséquent, on rejette le test au niveau {\displaystyle \alpha } lorsque la statistique de test est supérieure au quantile d'ordre {\displaystyle 1-\alpha } de la loi du {\displaystyle \chi ^{2}} à p degrés de libertés.
On peut donc définir la valeur limite (p-value) de ce test : 
{\displaystyle {\text{p-value}}=1-F_{\chi _{p}^{2}}(\lambda )}